# Diamela Eltit
Diamela Eltit (nascida em 1947, Santiago do Chile) é escritora e professora universitária chilena. Ela foi ganhadora do Prêmio Nacional de Literatura do Chile de 2018 e do Prêmio Literário em Línguas Românicas da Feira Internacional do Livro de Guadalajara de 2021.

## Vida
Entre 1966 e 1976, formou-se em estudos de espanhol na Universidade Católica do Chile e seguiu estudos de pós-graduação em literatura na Universidade de Chile, em Santiago. Em 1977, iniciou sua carreira como professora de espanhol e literatura no ensino médio em várias escolas públicas de Santiago, como o Instituto Nacional e o Liceo Carmela Carvajal. Em 1984, começou a lecionar em universidades do Chile, onde atualmente é professora na Universidad Tecnológica Metropolitana e no exterior.
Nos últimos trinta anos, Eltit deu palestras e participou de conferências, seminários e eventos de literatura em todo o mundo, na Europa, África, América do Norte e América Latina. Foi professora visitante na Universidade da Califórnia em Berkeley e também na Universidade Johns Hopkins, Universidade Stanford, Universidade Washington em Saint Louis, Universidade de Pittsburgh, Universidade da Virgínia e, desde 2007, na Universidade de Nova Iorque, onde é ilustre professora visitante global e leciona no programa de redação criativa em espanhol. No ano acadêmico de 2014-2015, Eltit foi convidada pela Universidade de Cambridge, Reino Unido, para a cadeira Simón Bolívar no Centro de Estudos da América Latina. Desde 2014, os arquivos pessoais e literários de Diamela Eltit são depositados na Universidade de Princeton. Ao longo de sua carreira, várias centenas de jovens escritores latino-americanos participaram como alunos de suas muito apreciadas oficinas de literatura.
Em 1973, após o golpe militar, Eltit decidiu permanecer no Chile. Durante esse período, ela começou a publicar seus primeiros manuscritos. Quando a democracia voltou em 1990, ela foi adida cultural na Embaixada do Chile no México até 1994. Durante vários períodos, foi representante do Conselho das Universidades Chilenas no Conselho Nacional do Livro, onde são definidas e promovidas políticas relacionadas à publicação de livros e práticas de leitura. Ela escreveu para muitas revistas e jornais. Mais recentemente, colaborou por vários anos na The Clinic e agora escreve opiniões em El Desconcierto, ambos em Santiago.
Em 1979, Eltit criou junto com o poeta Raúl Zurita, os artistas visuais Lotty Rosenfeld e Juan Castillo e o sociólogo Fernando Balcells o Coletivo de Ações de Arte (CADA), um grupo de vanguarda da chamada Escena de Avanzada. O CADA lutou para reformular os circuitos artísticos sob a ditadura de Pinochet.
Em 1980, Eltit publicou seu primeiro livro, Una milla de cruces sobre el pavimento, um volume de ensaios. Seu primeiro romance, Lumpérica, apareceu em 1983 em Ediciones del Ornitorrinco, uma pequena casa editorial de Santiago. O texto dedicado a Eltit no portal cultural da Internet Memoria Chilena, explica que a década de 1980 foi especialmente complicada para os intelectuais chilenos que precisaram elaborar estratégias para publicar e circular seus trabalhos em um ambiente cultural onde existia censura. Nesse contexto, as publicações das mulheres foram uma contribuição significativa, pois geraram espaços renovados de pensamento sobre questões e assuntos políticos como sexualidade, autoritarismo, vida doméstica e identidade de gênero. Eltit fazia parte dessa nova geração e não apenas articulou um projeto literário original - uma proposta teórica, estética, social e política com um novo espaço de leitura como perspectiva -, mas também desenvolveu um trabalho visual como membro do CADA.
Desde então, Diamela Eltit continua publicando romances e ensaios até hoje. Vários de seus romances foram apresentados no palco por diferentes grupos de teatro em vários países. Também foram publicados vários no Chile, Argentina, México, Espanha e em outros idiomas como inglês, francês, finlandês, grego, italiano e, em um futuro próximo, português. Em 2012, a editora espanhola Periférica chegou a um acordo com Diamela Eltit para republicar todos os seus romances.
Três dos romances da Eltit foram escolhidos como parte da lista selecionada em 2007 por 81 escritores e críticos latino-americanos e espanhóis da revista colombiana Semana dos 100 melhores romances em língua espanhola nos últimos 25 anos: Lumpérica (Nº58), El cuarto mundo (Nº67) e Los vigilantes (Nº100). Em 2016, a revista Babelia, na Espanha, selecionou um dos romances de Eltit como um dos melhores 25 do século XXI. Eltit foi mencionada no Prêmio Nacional de Literatura do Chile, mas rejeitou a autopromoção e o sistema de apresentação de candidatos.
O trabalho de Eltit tem sido objeto de muitos estudos, em espanhol e outras línguas. A Casa das Américas, em La Habana, dedicada a Eltit, sua Semana de Autor em 2002, e em 2006, a Universidade Católica do Chile organizou o Colóquio Internacional de Escritores e Críticos: Homenaje a Diamela Eltit, que resultou no livro Diamela Eltit: redes locais, redes globais (Iberoamericana, 2009)
Eltit tem duas filhas e um filho. Ela é casada com Jorge Arrate, advogado e economista, ex-presidente do Partido Socialista, candidato em 2009 à presidência por uma coalizão entre o Partido Comunista e grupos socialistas, humanistas e de esquerda cristã.

## Prêmios e bolsas
- Bolsa Guggenheim, 1985
- Irmandade do Conselho de Pesquisa em Ciências Sociais dos EUA, 1988 (para pesquisar Gabriela Mistral, María Luisa Bombal e Marta Brunet)
- Prêmio José Nuez Martín, 1995 por Los vigilantes
- Nomeada para o Prêmio Altazor 2001 na categoria de ensaio literário com Emergencias. Escritos sobre literatura, arte e política
- Prêmio Iberoamericano de Letras José Donoso 201012
- Nomeada para o Prêmio Altazor 2011 na categoria de romances com Impuesto a la carne
- Finalista no Prêmio Rómulo Gallegos 2011 com Impuesto a la carne 13
- Finalista do Prêmio Internacional Neustadt de Literatura 2012 (indicado por Nathalie Handal)
- Prêmio Altazor 2014 na categoria ficção de Fuerzas especiales
- Prêmio Nacional de Literatura (Chile), 2018

## Trabalho
- Lumpérica, novela (Las Ediciones del Ornitorrinco, Santiago, 1983); pode baixar archivo no portal Memoria Chilena; traduzido para o inglês por Ronald Christ sob o título E. Luminata (Lumen Books, 2008, ISBN 978-0930829407)
- Por la patria, novela (Las Ediciones del Ornitorrinco, Santiago, 1986); pode baixar um arquivo no portal Memoria Chilena
- El cuarto mundo, novela (Planeta, Santiago, 1988); traduzido para o inglês por Dick Gerdes sob o título The Fourth World (Universidade de Nebraska Press, 1995, ISBN 9780803267237)
- El padre mío, livro de testemunhos (Francisco Zegers, editor, Santiago, 1989); pode baixar um archivo no portal Memoria Chilena
- Vaca sagrada, novela (Planeta, Buenos Aires, 1991)
- "Elena Caffarena: El derecho a voz, el derecho o voto", ensaio (Casa de Chile no México, México, 1993)
- O infarto da alma, livro documental, com fotos de Paz Errázuriz (1994)
- Los vigilantes, novela (Sudamericana, Santiago, 1994); traduzido para o inglês por Helen Lane e Ronald Christ sob o título Custódia dos Olhos (Lumen Books, 2005, ISBN 9780930829568, OCLC 63789755)
- Crônica do sufrágio feminino no Chile, ensaio, Serviço Nacional da Mulher SERNAM, Santiago, 1994; pode baixar arquivo no portal Memoria Chilena
- Os trabalhadores da morte, novela (Seix Barral, Santiago, 1998)
- Emergências, Escritos sobre literatura, arte e política, ensaios (Planeta, Santiago, 2000)
- Mano de obra, novela (Seix Barral, Santiago, 2002); descarregável do portal Memoria Chilena
- Puño y letra, sobre Carlos Prats (Seix Barral, Santiago, 2005). Publicado por editorial como novela, Eltit reconhece que não é: "Lo que sí le puedo decir taxativamente es que no es una novela, no lo es, más allá de que la editorial la incluya bajo ese prisma".14
- Jamás el fuego nunca, novela (Seix Barral, Santiago, 2007)
- Signos vitais, Escritos sobre literatura, arte e política, ensayos (Edições UDP, Santiago, 2007)
- Colonizadas, relato na antologia Excessos del cuerpo, Ficções de contágio e doença na América Latina (Eterna Cadencia, Buenos Aires, 2009)
- Impuesto a la carne, novela (Seix Barral, Santiago / Eterna Cadencia, Buenos Aires, 2010)
- Antologia pessoal, editorial da Universidade de Talca (2012)
- Fuerzas especiales, novela (Seix Barral, Santiago, 2013)
- Réplicas, Escritos sobre literatura, arte e política, ensaios (Seix Barral, Santiago, 2016)
- Sumar, novela (Seix Barral, Santiago, 2018)

## Alguma bibliografia
- Página de Eltit em Memoria Chilena, com fotos, cronologia e artículos, e livros que podem ser baixados gratuitamente e legalmente
- Eltit em Letras.s5
- Eltit na Editorial Planeta Chile
- Eltit lee el relato Colonizadas, UNAM, áudio 24:51; acesso 23.01.2012
- “A união madre-hija es la pareja más débil de la cultura”, entrevista a Eltit sobre a novela Impuesto à carne; portal do editorial e bibliotecas Eterna Cadencia, 05.05.2011; acesso 23.01.2012
- Ezequiel Alemián. Uma escritura política e sem anestesia para retratar a América Latina, entrevista com o motivo da publicação de Impulso na carne; Clarín, 13.12.2010; acesso 23.01.2012
- Leonidas Morales. Género y Hegemonía em 'O infarto da alma'
- Cortometraje inspirado no infarto da alma
- Bernardita Llanos Mardones. O objeto explodido: Eltit e a geografia do discurso do padre, ensaio sobre El padre mío; Literatura e Lingüística Nº 10, 1997; acesso 23.01.2012
- Três novelas (Os vigilantes, O quarto mundo e Mano de obra) no Google book